# Онтэрио (округ)
Округ Онтэрио (англ. Ontario County) — округ штата Нью-Йорк, США. Население округа на 2000 год составляло 100224 человек. Административный центр округа — город Канандейгуа.

## История
Округ Онтэрио основан в 1789 году. Источник образования округа Онтэрио: округ Монтгомери.

## География
Округ занимает площадь 1714,6 км2.

## Демография
Согласно переписи населения 2000 года, в округе Онтэрио проживало 100224 человек. По оценке Бюро переписи населения США, к 2009 году население увеличилось на 5.4%, до 105650 человек. Плотность населения составляла 61.6 человек на квадратный километр.

## Известные уроженцы
- Мэтт Макгинли (англ. Matt McGinley) (род. 1983) — сооснователь и барабанщик музыкальной группы Gym Class Heroes.